# 梅林寺 (久留米市)
梅林寺（ばいりんじ）は、福岡県久留米市にある臨済宗妙心寺派の古刹。山号は江南山。本尊は如意輪観音。梅林禅寺（ばいりんぜんじ）とも称される。

## 概要
久留米市街の西寄り、筑後川の傍に位置する。
岐阜県の妙法山正眼寺と共に修行の厳しさで知られ、この梅林寺からは香夢室など、本山、妙心寺の管長も出している。その香夢室に十数年師事し公案を全てやり遂げた加藤耕山など、多くの名僧を世に送り出してきた。真に修行を成し遂げようとする雲水にとってこの梅林寺は今も重きをなす道場である。

## 歴史
始め寺は丹波国福知山に立地、瑞巌寺と称していたが、元和6年（1620年）福知山藩から久留米藩に転封された有馬豊氏が、翌元和7年（1621年）今の場所に遷座、大龍寺と称したのが創始といわれる。後に父有馬則頼の戒名「梅林院殿」にちなんで梅林寺と改称し、久留米藩歴代の菩提所となった。現在も有馬豊氏を始めとする有馬家一族の墓が残っている。

## 僧堂再開単と三生軒・東海猷禅
文化元年（1804年）九世の憲幢威烈の時に僧堂が開単され、修行道場として活気を呈したが、明治の廃仏毀釈の影響を強く受けて荒廃した。その後、明治12年（1879年）から住職を務めた三生軒、東海猷禅によって再開単した。そして年月をかけ育てた東海猷禅の法嗣弟子となった、後の梅林僧堂師家・妙心寺派管長の東海瞎禅他、建仁寺派管長となった竹田黙雷や永源寺派管長となった高木圓逸などを育て、九州に梅林僧堂ありと隆盛を誇った。

## 文化財

### 重要文化財（国指定）
- 絹本著色釈迦三尊像 - 鎌倉時代末期の作品。大正元年（1912年）09月03日指定。
- 有馬家霊屋5棟 - 2018年12月25日指定[2][3]
  - 梅林院霊屋（附：五輪塔3基、石燈籠2基） - 江戸時代前期（1630年）の建立。桁行三間、梁間三間、入母屋造、妻入、本瓦葺。
  - 春林院霊屋（附：五輪塔4基、石燈籠2基） - 江戸時代前期（1643年）の建立。正面三間、側面三間、宝形造、本瓦葺。
  - 春林院位牌廟（附：宮殿（くうでん）1基、石燈籠1基） - 江戸時代前期（1643年）の建立。桁行二間、梁間正面三間、背面二間、入母屋造、妻入、桟瓦葺。
  - 長壽院位牌廟（附：宮殿1基、石燈籠2基、石塔1基） - 江戸時代前期（1652年）の建立。桁行二間、梁間正面三間、背面二間、入母屋造、妻入、桟瓦葺。
  - 瓊林院位牌廟（附：宮殿1基、石燈籠2基） - 江戸時代前期（1655年）の建立。桁行二間、梁間正面三間、背面二間、入母屋造、妻入、桟瓦葺。

### 国史跡
- 久留米藩有馬家墓所 - 2021年3月26日指定[4][5]。

### 登録有形文化財
- 梅林寺ティーハウス - 2021年10月14日、登録有形文化財指定[6]

### 県指定有形文化財
- 唐門 - 2021年3月26日指定[7]。
- 絹本著色楊柳観音像 - 2021年3月26日指定[8]

### その他
- 富士山の画（尾形光琳筆）
- 切支丹灯籠（織部燈籠）

## 外苑
現在は寺と塀で区切られているが、筑後川側から北側にかけて隣接する梅林寺外苑には市民らが寄進した約30種500本の梅と、多数の久留米ツツジなどが植えられ、市民の憩いの場となっている。寺を開山した禹門玄級禅師（うもんげんきゅうぜんじ）の350年諱を記念して1958年に公園として開放された。

## ギャラリー

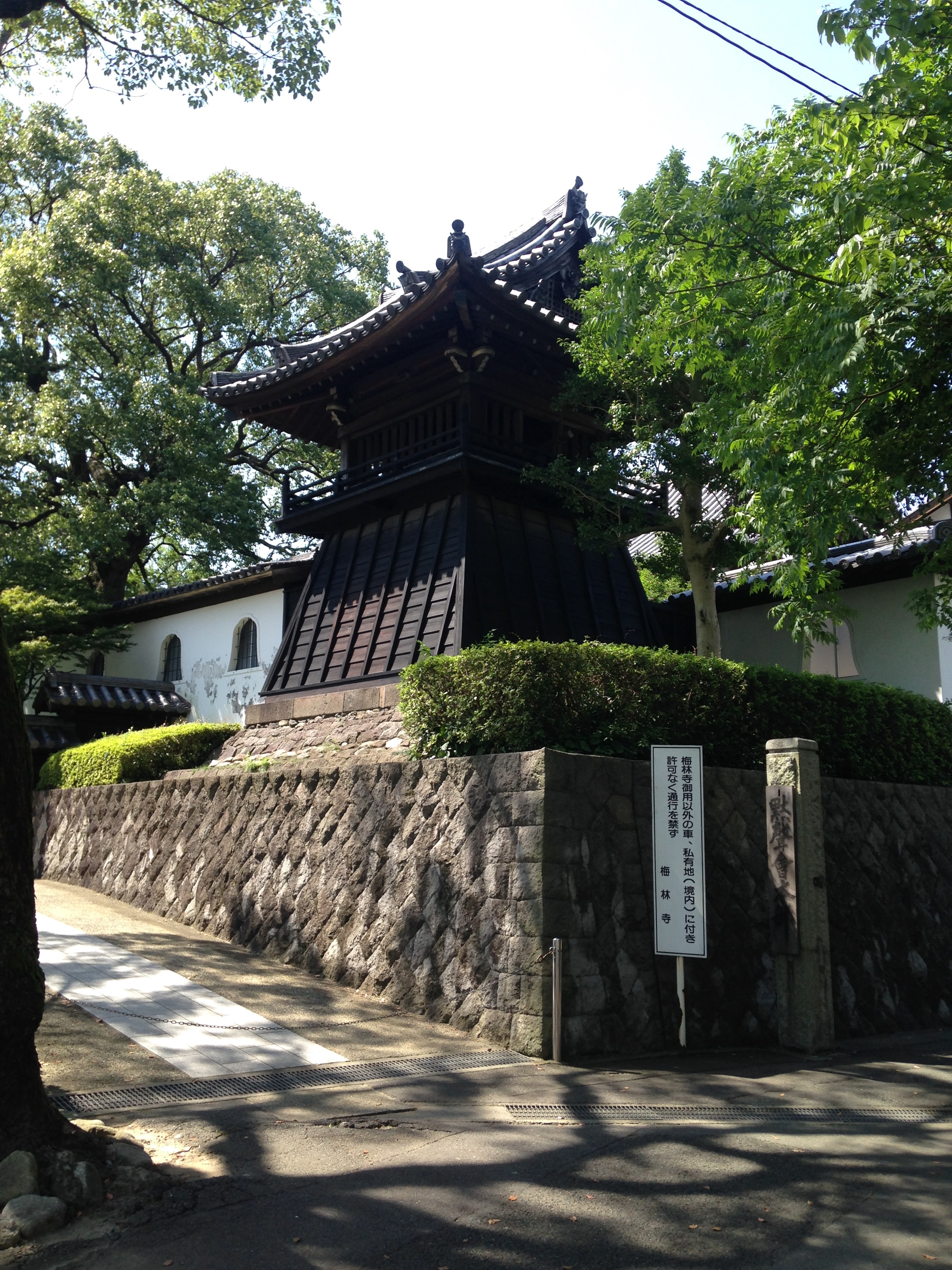
鐘楼
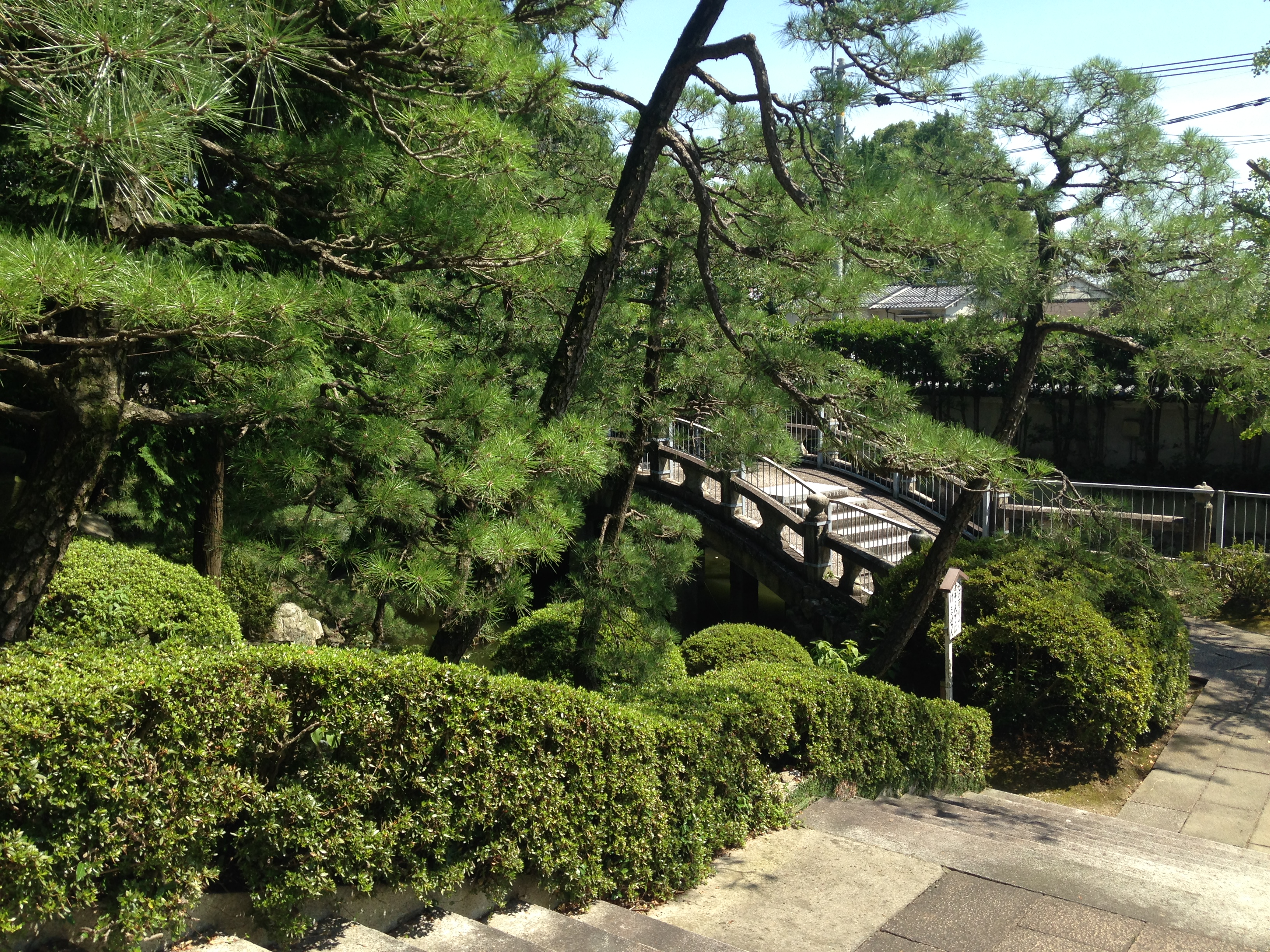
太鼓橋
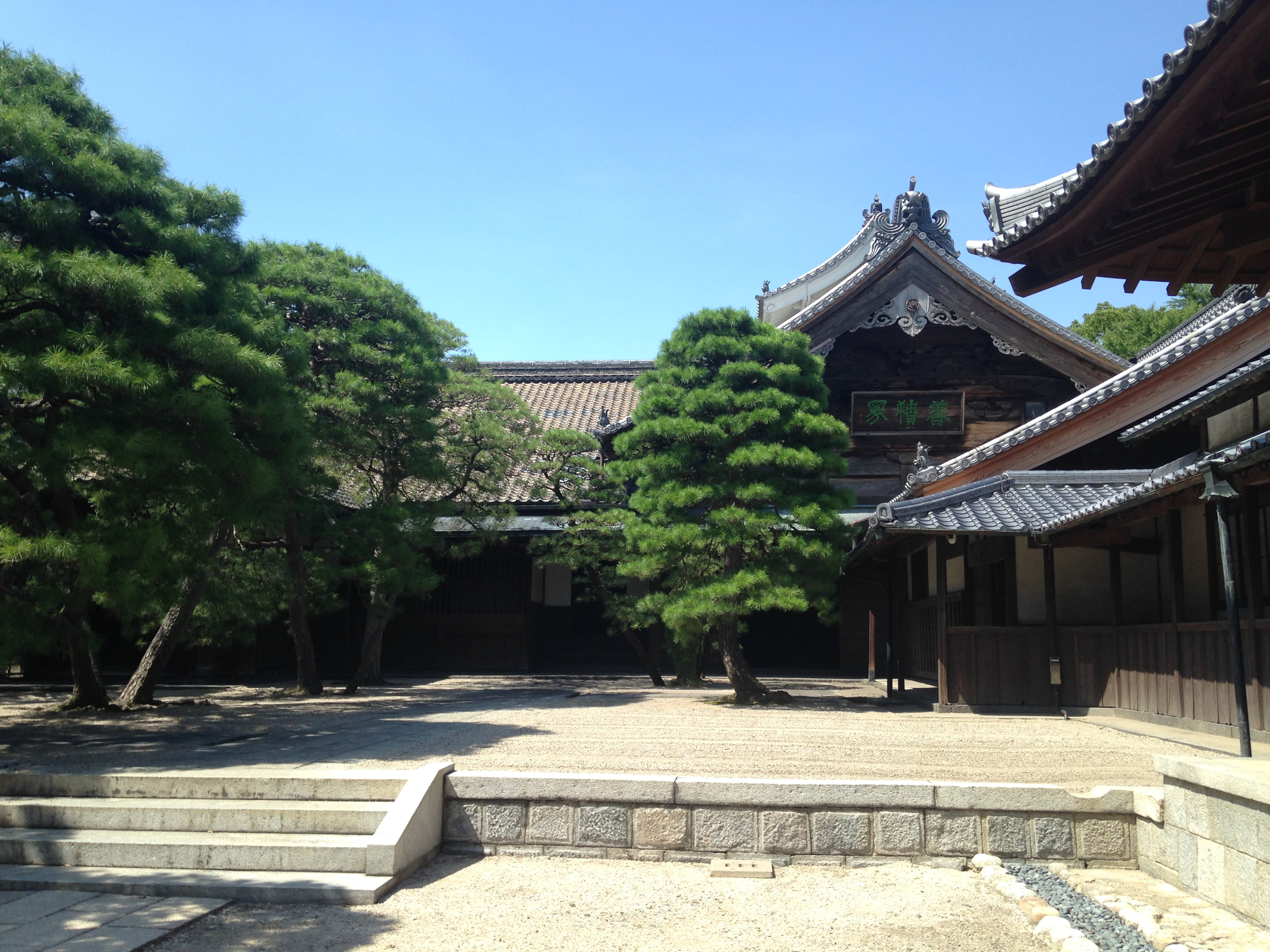
大庫裏
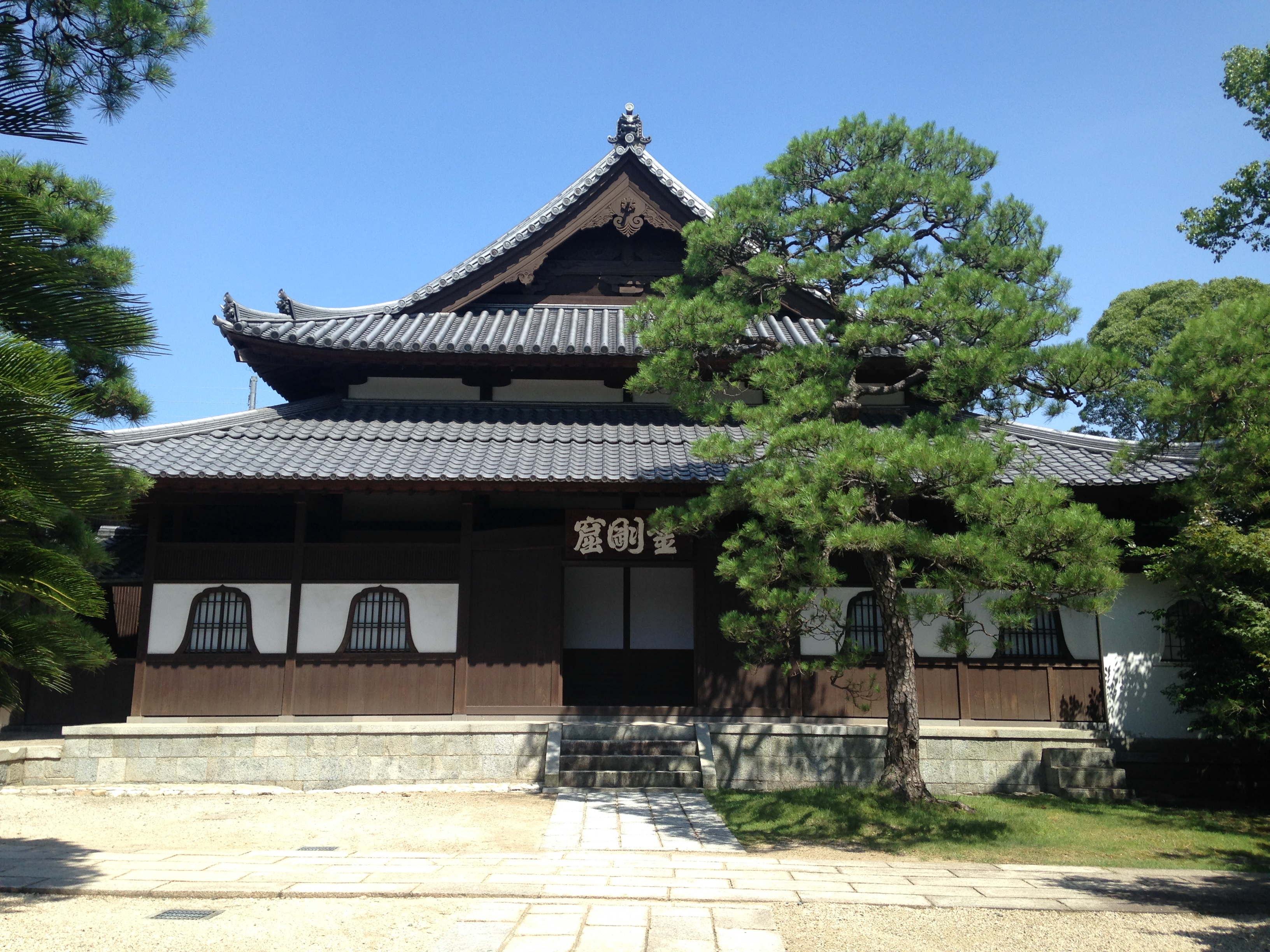
金剛窟（禅堂）
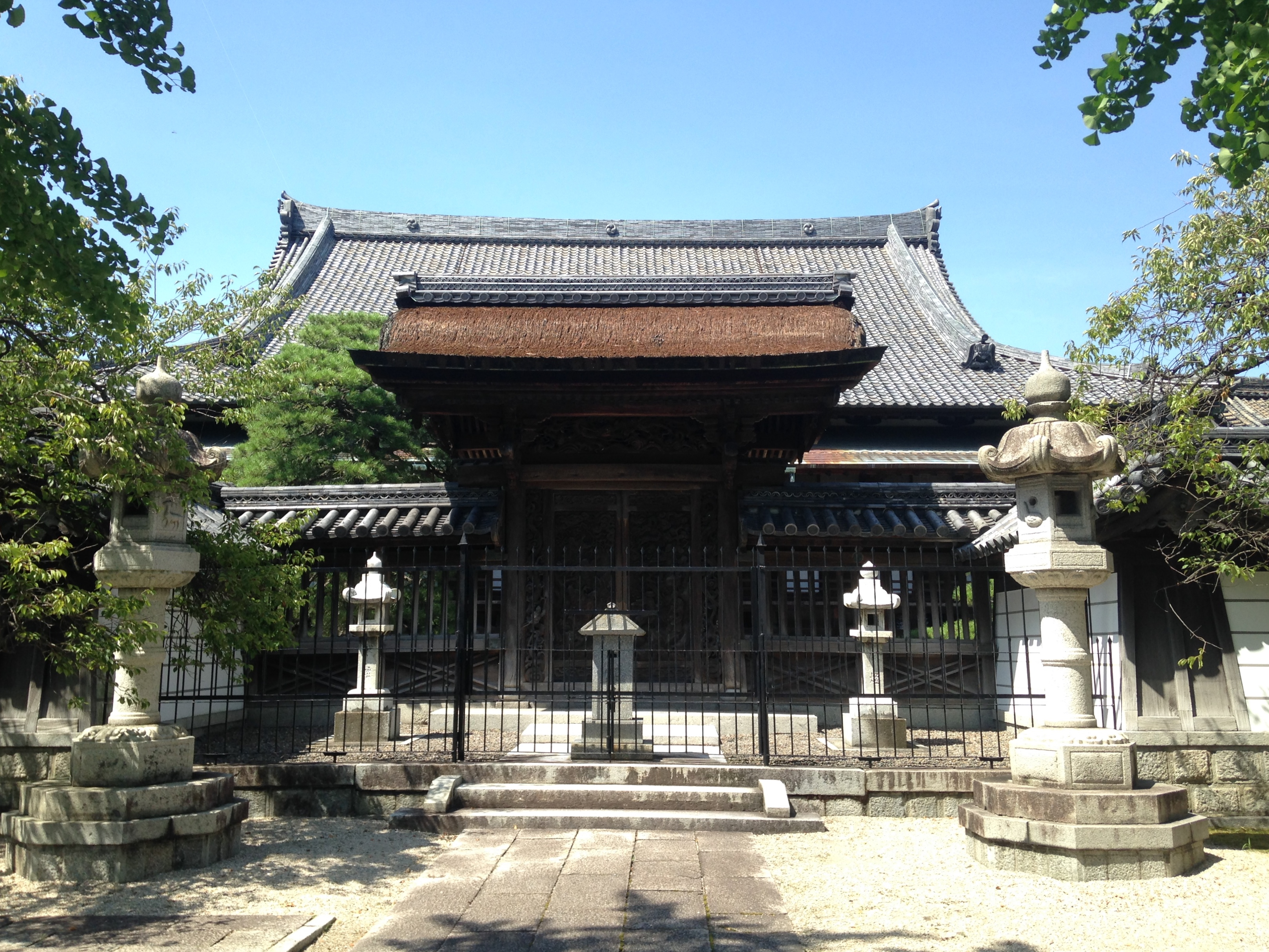
勅使門（唐門）:県指定有形文化財
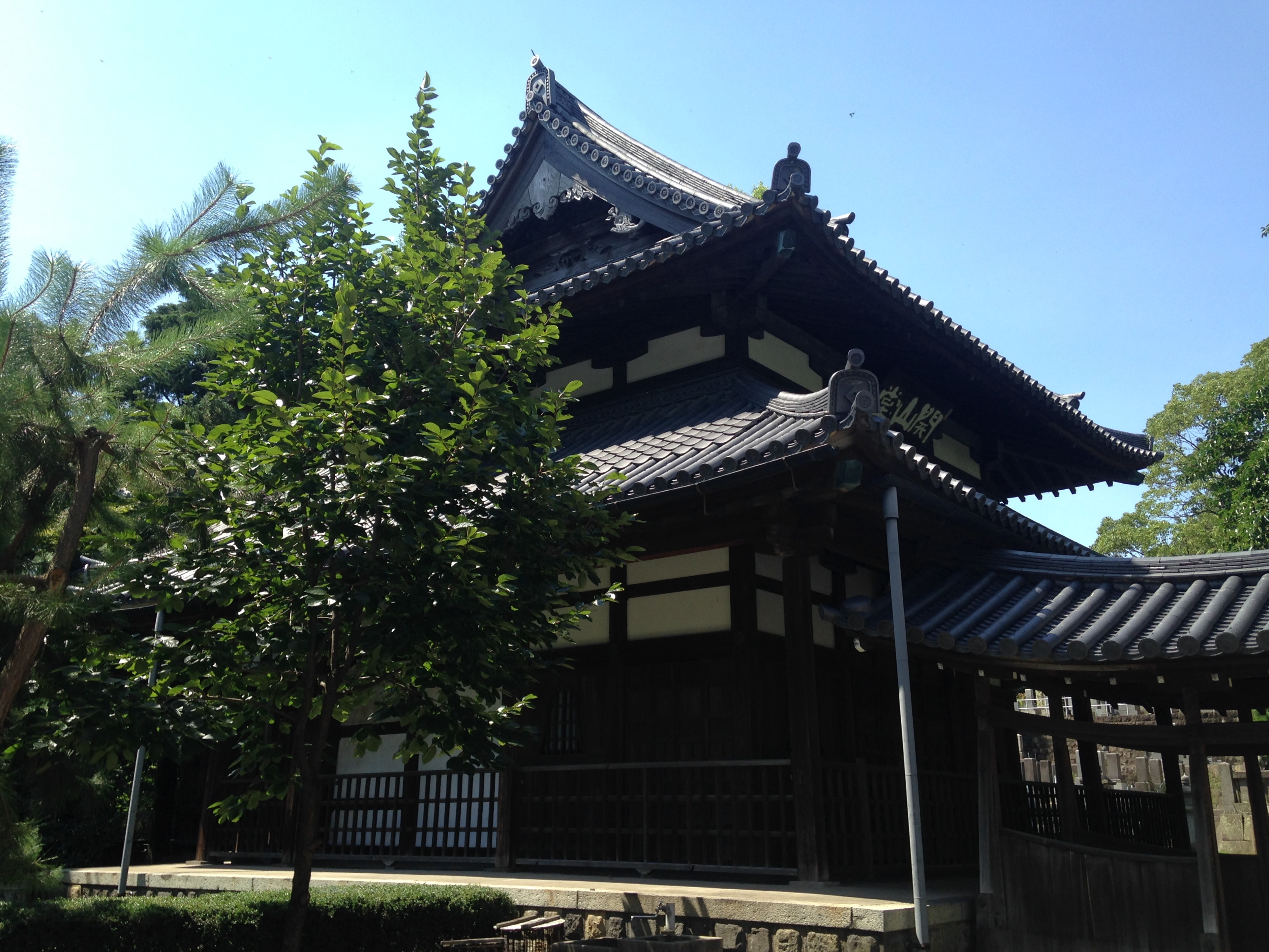
開山堂
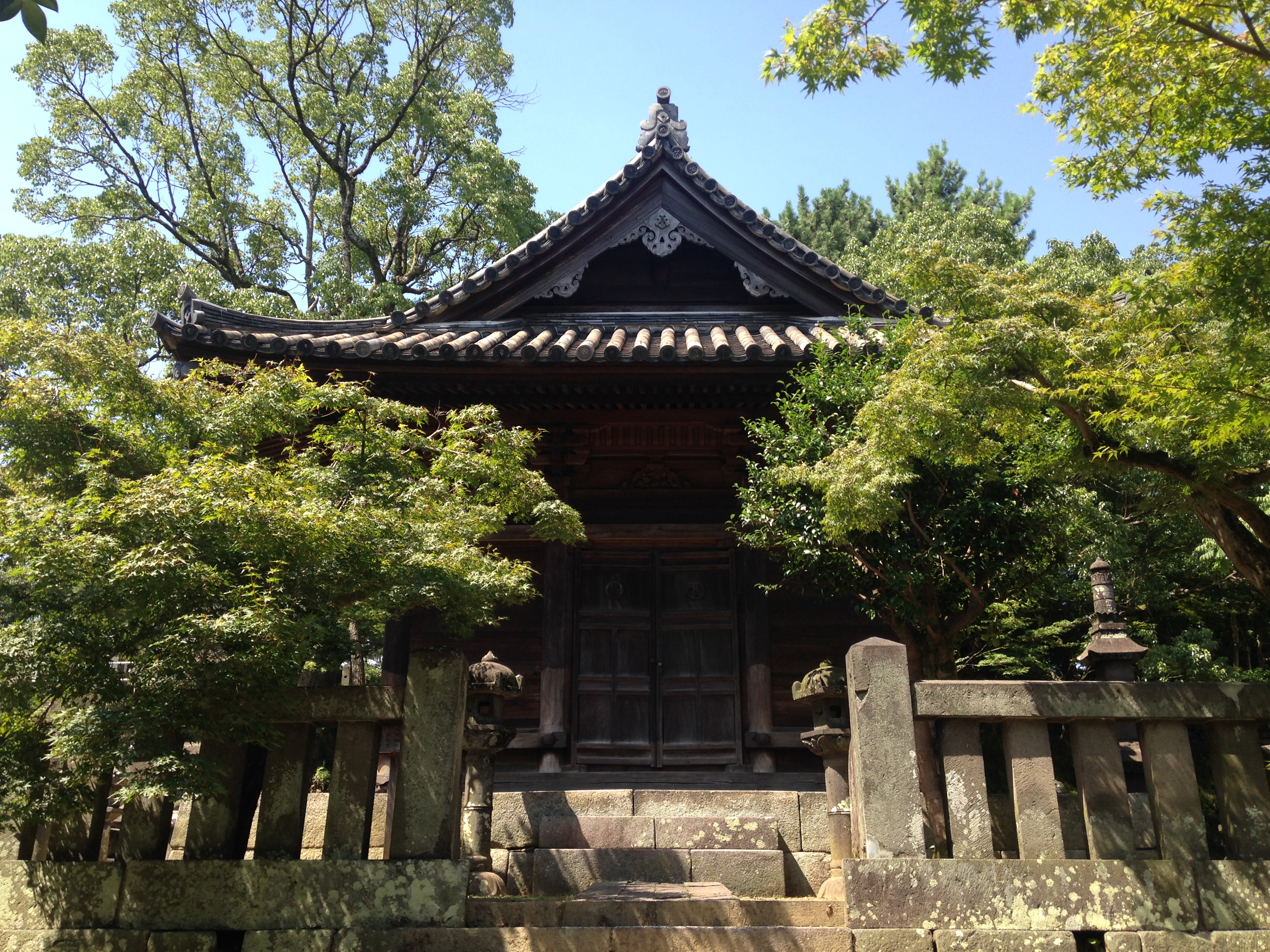
有馬家霊廟
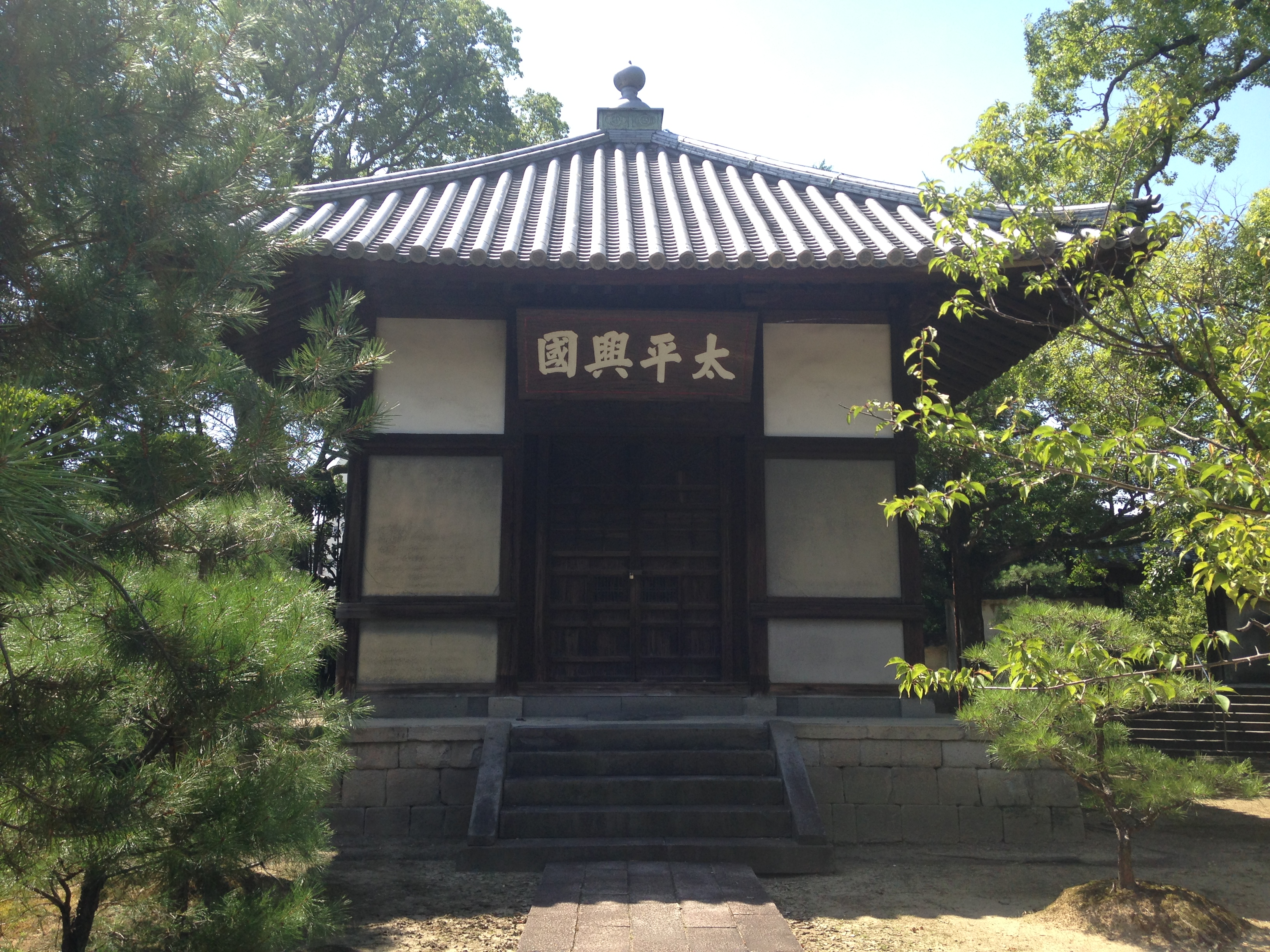
経蔵
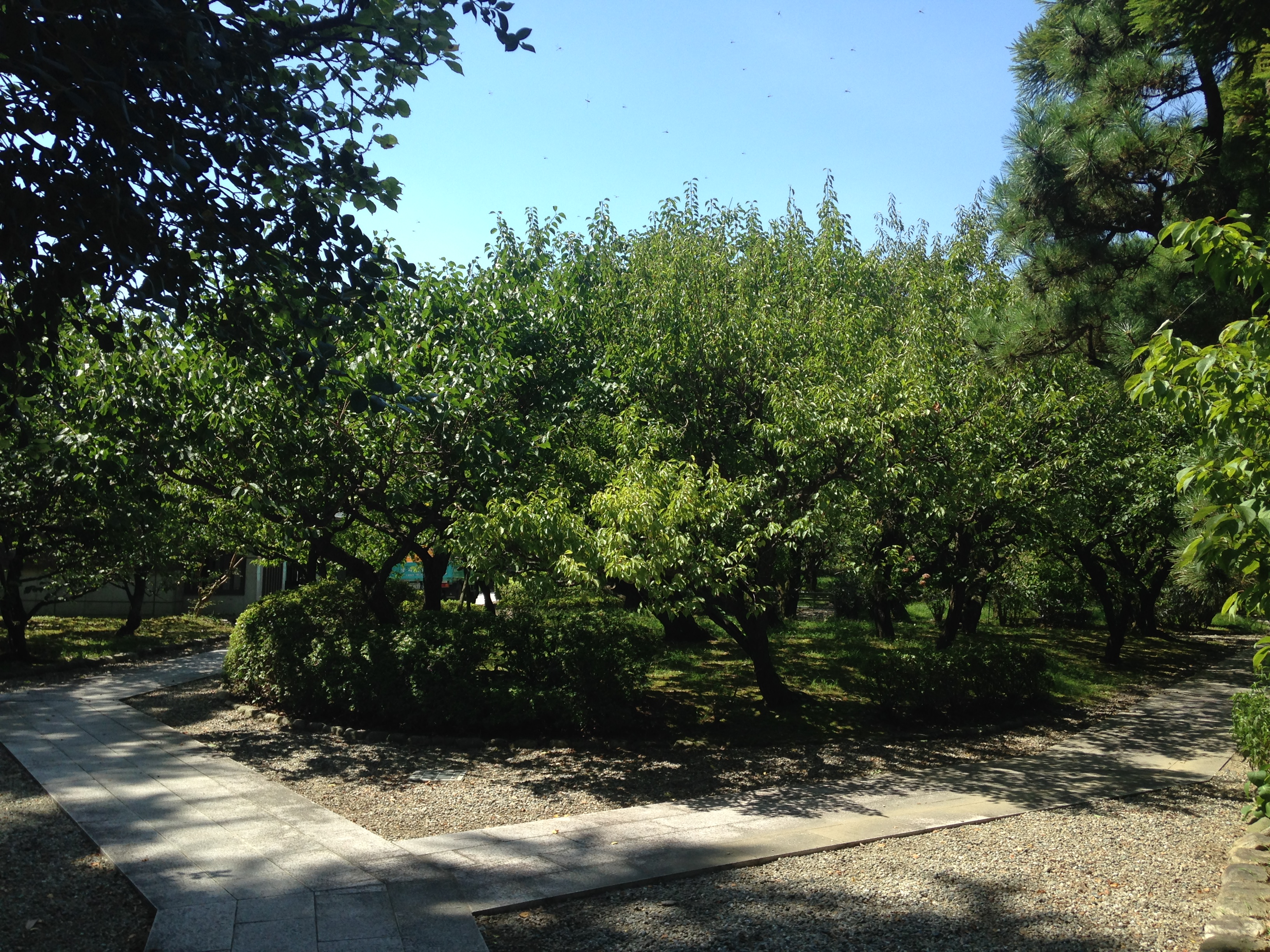
梅林寺外苑の梅林
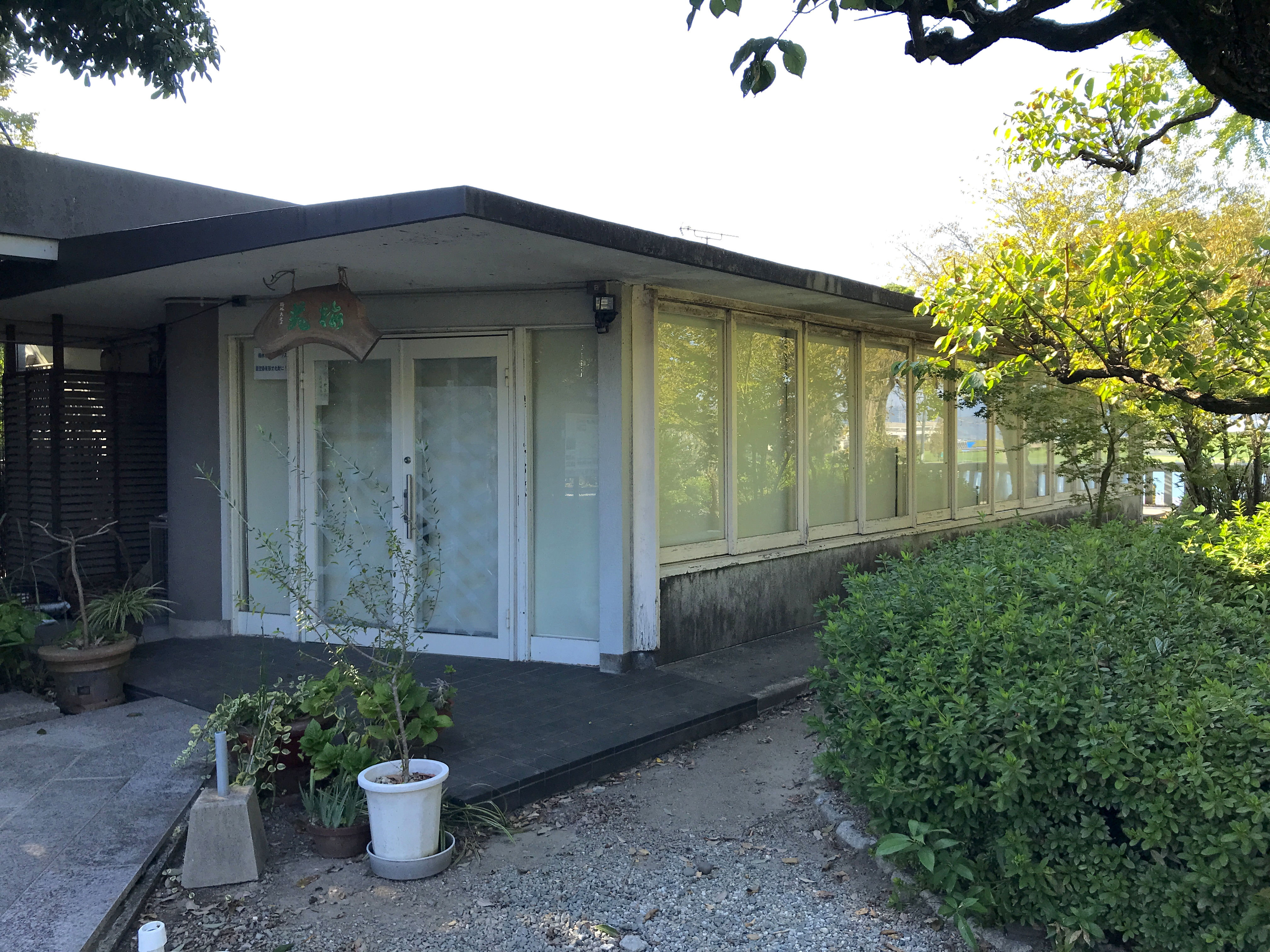
ティーハウス梅林:登録有形文化財
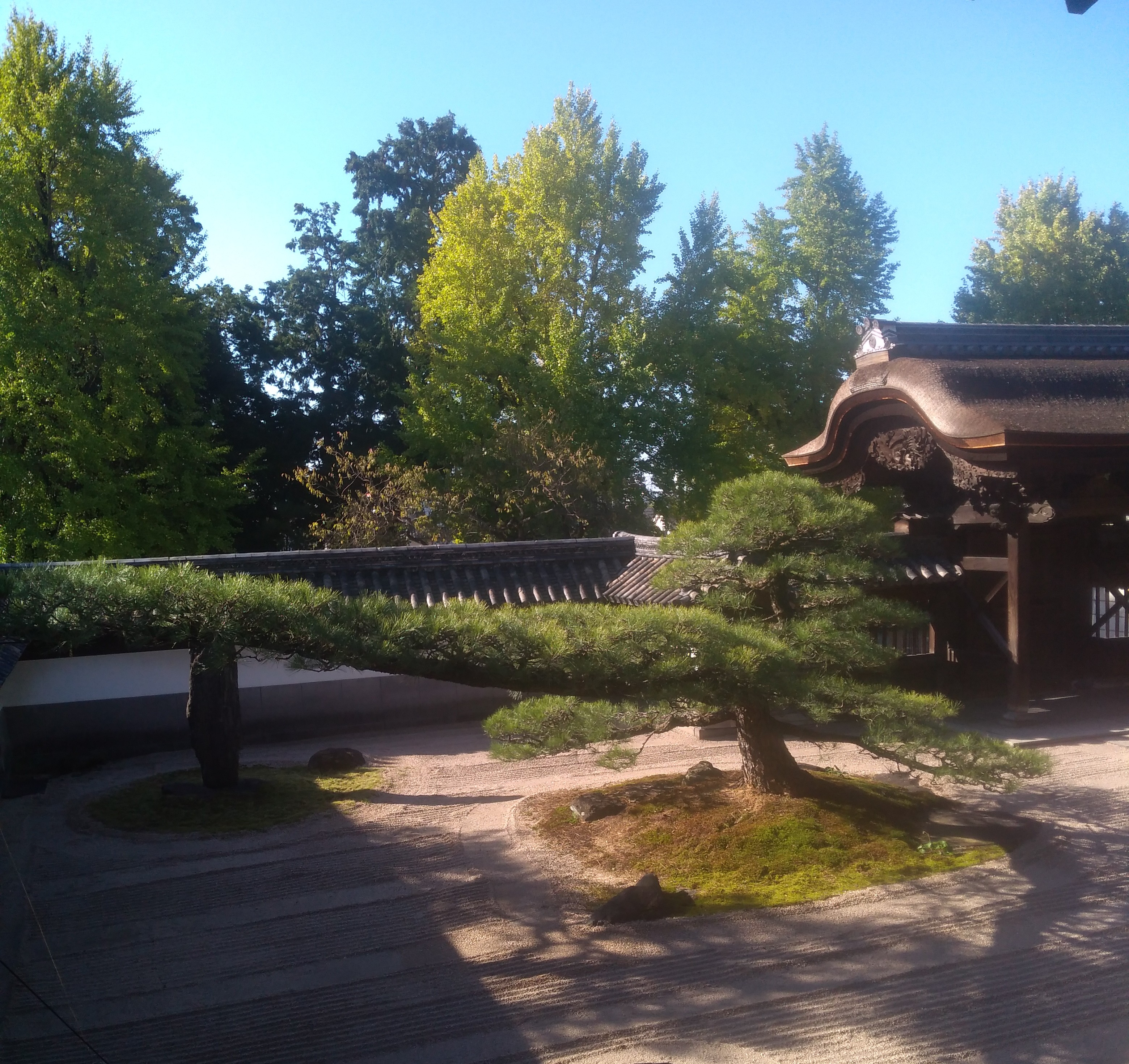
本堂から禅庭の眺め

## 交通
- JR九州久留米駅より徒歩6分（800m）
- 西鉄久留米駅から西鉄バス40系統目達原、佐賀第二合同庁舎行きで「梅林寺」下車
- 九州自動車道久留米インターチェンジより6.5㎞